# Weg von San Carlo
Der Weg von San Carlo (italienisch Cammino di San Carlo) ist eine historisch-künstlerische Wanderroute und gleichzeitig ein Pilgerweg, der den Spuren des heiligen Karl Borromäus von Arona auf der Via Francigena im Gebiet von Biella bis Viverone folgt.
Die Route ist in zwölf Fußetappen von insgesamt ca. 200 km Länge unterteilt. Die Route kann auch mit dem Fahrrad zurückgelegt und hierfür in vier Etappen eingeteilt werden. Sie ist der grundlegende Teil des Projekts Coeur – Im Herzen der Wege Europas.

## Geschichte
Die Wanderroute basiert auf einer Untersuchung über die Reisen des hl. Karl Borromäus im Norden des Piemont und besonders in der Gegend von Biella. Mithilfe von bibliographischen und archivarischen Nachforschungen konnten einige Aufenthalte Borromäus’ in diesen Tälern rekonstruiert werden, die oft auch durch die zahlreichen Widmungen von Kirchen, Altären und Oratorien entlang der gesamten aktuellen Route zwischen 1610, dem Jahr der Heiligsprechung, und 1640 bestätigt sind.

## Der hl. Karl Borromäus und der Norden des Piemont
Der hl. Karl Borromäus durchquerte auf seinen Pilgerfahrten und Reisen mehrmals den Norden des Piemont. Es gibt einige Orte, die Spuren seiner Durchreise tragen, und von denen es Beschreibungen in seinen Briefen gibt.
1571, 1578 und 1584 besuchte er den Sacro Monte di Varallo und überwachte dessen Bau. Hier legte er auf seinen zahlreichen Reisen zwischen Mailand und Turin, um das Grabtuch Christi aufzusuchen, häufig Rast ein. 1571 hielt sich der Heilige beim Sacro Monte auch deshalb auf, um vom Malariafieber zu genesen, das ihn schwächte.
Im September 1584 war der hl. Karl Borromäus im Gebiet von Biella, um einen Verwandten zu besuchen, den Marchese Besso Ferrero Fieschi von Masserano, der schwer erkrankt war. Nach dem Verlassen Masseranos begab sich der Heilige nach Vercelli und von dort aus nach Turin, um das Grabtuch Christi aufzusuchen. Dann war er erneut in Biella, wo er am 10. Oktober vom Grafen Alberto Bertodano beherbergt wurde und vom Tod des Marchese Besso informiert wurde. Am folgenden Tag ging er nach Masserano, um die Trauerfeier zu zelebrieren. Er speiste im Kastell Crevacuore der Marchesi von Masserano zu Abend und übernachtete dort, morgens reiste er nach Varallo ab.
Er erreichte den Sacro Monte am 12. Oktober und hielt sich dort bis zum 29. des Monats auf, wobei er viel Zeit in den Kapellen zum Beten verbrachte. Trotz seines Malariafiebers machte er sich nach Ascona in der Schweiz auf, um ein Dokument zu unterzeichnen und dann nach Mailand zurückzukehren, wo er am 3. November starb.

## Die Etappen
- 1. Etappe: Arona (Statue des hl. Karl Borromäus)–Orta. Sie vereint den Lago Maggiore mit dem Ortasee durch eine angenehme Strecke, die über die Dörfer des unteren Vergante-Gebiets sowie durch die Täler Vevera und Agogna führt. Richtung Cusio finden sich die Pilgerwege, die zum Monte Mesma hinaufsteigen, dem Sitz des gleichnamigen Klosters aus dem 17. Jahrhundert.
- 2. Etappe: Orta–Varallo. Die Etappe folgt der Peregrinatio, dem historischen Pilgerweg zwischen den Sacri Monti auf den alten Verbindungswegen zwischen dem Tal Valsesia und Cusio.
- 3. Etappe: Varallo–Guardabosone. Die Route durchquert den zentralen Teil der Valsesia zwischen Varallo und Borgosesia und berührt Stätten von religiösem und künstlerischem Interesse wie die Madonna di Loreto von Varallo und S. Giovanni al Monte von Quarona.
- 4. Etappe: Guardabosone–Coggiola. Die Etappe verläuft ganz im Tal Valle Séssera mit seinen Dörfern, Wäldern und stillen Tälern.
- 5. Etappe: Coggiola–Brughiera di Trivero. Industrielle Szenarien und grüne Landschaften wechseln einander auf diesem Teilstück ab, das drei Wallfahrtsorte vereinigt: Cavallero, Novareia und Brughiera mit ihren jeweiligen Wallfahrtskirchen. Auf dieser Etappe erreicht man die Ausläufer der Oasi Zegna, die sich auf dieser Seite durch die Mulde der Rhododendren auszeichnet.
- 6. Etappe: Brughiera di Trivero–Pettinengo. Es geht durch den oberen Teil des Strona-Tals vorbei an Dörfern, Bauernhäusern und sanften Landschaften.
- 7. Etappe: Pettinengo–S. Giovanni d'Andorno. Man verlässt das Strona-Tal und betritt das Cervo-Tal, um die Route bei der Wallfahrtskirche San Giovanni von Andorno abzuschließen.
- 8. Etappe: S. Giovanni d’Andorno–Wallfahrtskirche von Oropa. Die Strecke folgt einem Stück des tracciolino, einer von Ermenegildo Zegna geplanten und niemals ausgeführten Straße, die die Wallfahrtskirche S. Giovanni mit dem größten marianischen Wallfahrtsort der Alpen verbindet.
- 9. Etappe: Wallfahrtskirche von Oropa–Sordevolo. Es geht vom Oropa-Tal in das Elvo-Tal sowie in den Naturpark Parco Burcina bis zum Ort Sordevolo, der für seine Passionsspiele berühmt ist.
- 10. Etappe: Sordevolo–Wallfahrtskirche von Graglia. In diesem Abschnitt trifft man auf zwei Ableger des Ecomuseo del Biellese (Ökomuseum des Gebiets von Biella) (Trappa di Sordevolo und Borgata Bagneri), um dann den Wallfahrtsort Graglia zu erreichen.
- 11. Etappe: Graglia–Chiaverano. Die Route betritt in einem kurzen Teilstück das Gebiet von Canavese, kommt Richtung Chiaverano und S. Stefano di Sessano an der Serra d’Ivrea vorbei.
- 12. Etappe: Chiaverano–Viverone. Die Etappe vereinigt den Cammino di San Carlo und die Via Francigena und berührt den Ort Magnano mit seinem ricetto (befestigter Ortsteil), der Kirche S. Secondo und der Kommunität von Bose.

### Die Fahrradtour
Der Cammino di San Carlo sieht auch die Möglichkeit vor, die Strecke in vier Etappen mit dem Fahrrad zurückzulegen.
- 1. Etappe: Arona (colosso di San Carlo)–Sacro Monte di Varallo (66 km)
- 2. Etappe: Sacro Monte di Varallo–Santuario della Brughiera (52 km)
- 3. Etappe: Santuario della Brughiera–Santuario di Oropa (45 km)
- 4. Etappe: Santuario di Oropa–Via Francigena (54 km)

## UNESCO-Stätten
Die Wanderroute vereinigt und verbindet fünf Stätten, die zum UNESCO-Weltkulturerbe gehören.
Drei Sacri Monti:
- Sacro Monte di Oropa
- Sacro Monte di Varallo
- Sacro Monte d’Orta

Zwei Prähistorische Pfahlbauten um die Alpen:
- Viverone
- Lagoni di Mercurago

## Naturschutzgebiete
Entlang der Wanderroute trifft man auf zahlreiche Parks und Naturschutzgebiete und durchquert sie.
- Naturpark Lagoni di Mercurago
- Naturpark Monte Fenera
- Spezielles Naturschutzgebiet Parco Burcina – Felice Piacenza
- Spezielles Naturschutzgebiet Bessa
- Spezielles Naturschutzgebiet der Sacro Monte di Varallo
- Spezielles Naturschutzgebiet der Sacro Monte di Oropa
- Spezielles Naturschutzgebiet der Sacro Monte d’Orta
- Naturschutzgebiet Oasi Zegna
- Alta Valle Séssera